# Wilder Morais
Wilder Pedro de Morais (Taquaral de Goiás, 29 de junho de 1968) é um empresário, empreendedor, engenheiro e político brasileiro. Atualmente, é senador por Goiás, tendo sido eleito pelo Partido Liberal (PL). 

## Biografia
Nascido em Taquaral de Goiás, município da região central do Estado, Wilder Morais é filho de Maria Angélica de Morais, que trabalhava como costureira, e de Natalino Alberto de Morais, lavrador e taxista.
Aos 26 anos, fundou a primeira empresa do Grupo Orca Construtora, junto a dois amigos de faculdade. A companhia atua no Brasil e no exterior no ramo de construções e alugueis de imóveis. Outros empreendimentos de Wilder são voltados para mineração e incorporação de construtoras. O trabalho a frente das empresas levou o empresário a acumular um patrimônio avaliado em 14 milhões de reais.
É pai de três filhos, dois com Andressa Alves Mendonça, com quem já foi casado, e um com Vanessa Gualberto.
Filiado ao DEM, fez nas eleições de 2010 sua primeira disputa eleitoral, como primeiro suplente de senador de Demóstenes Torres, que concorria à reeleição. Na campanha de Demóstenes, que o convenceu a entrar na política e de quem era admirador, contribuiu com a doação de R$ 700 mil reais. Essa doação caracterizou-o como o segundo maior doador da campanha de Demóstenes de 2010.
Com Demóstenes eleito, Wilder foi convidado a assumir a Secretaria de Infraestrutura do estado de Goiás no governo Marconi Perillo em 1º de janeiro de 2011. Como secretário à frente da pasta, realizou ações prioritárias para o Estado, entre elas a criação do Fundo de Transportes com o Programa "Rodovida", que possibilitou a recuperação e manutenção da malha viária. Também foi responsável pela retomada da construção da ponte de Cocalinho, que liga Goiás a Mato Grosso.
Com a cassação do mandato de Demóstenes Torres pelo Senado Federal, deixou a Secretaria para assumir como senador efetivo em 13 de julho de 2012. Após não obter êxito na reeleição para mais um mandato nas Eleições de 2018 , Wilder Morais deixou o Senado em 31 e Janeiro de 2019.
Foi eleito senador nas eleições de 2022 com 799.022 votos (25,25%), desbancando os então favoritos na disputa: o ex-governador Marconi Perillo e o então Deputado Federal Delegado Waldir que obtiveram, respectivamente, 19,80% e 17,04% dos votos para a única cadeira em disputa .

## Trajetória e atuação política

### Senado Federal
Foi relator da Medida Provisória 626/2013, que abriu crédito extraordinário de R$ 2,53 bilhões para o Fundo de Financiamento Estudantil (Fies).
Em 14 de setembro de 2015, Wilder filiou-se ao Progressistas, pelo qual tornou-se presidente estadual do partido.
É autor da proposta de revogação do estatuto desarmamento.
Wilder também propôs o fim da progressão continuada na educação, em que o aluno estuda por ciclos e não prevê a repetência. Em entrevista à Rádio Senado, o senador explicou a sua proposta. O objetivo, segundo ele, é que as escolas adotem apenas o sistema pelo qual o aluno é promovido de série se passar numa avaliação feita pelo professor.
Em dezembro de 2017, foi relator, em Plenário, da criação de duas novas universidades em Goiás, a Universidade Federal de Catalão (UFCat) e a Universidade Federal Jataí (UFJ).
No combate às drogas, é autor de projeto que institui o Sistema Nacional de Informações de Segurança Pública, Prisionais e sobre Drogas – SINESP.

### Secretário de Estado de Indústria, Comércio e Serviços
Em fevereiro de 2019, Wilder Morais foi empossado como novo chefe da Secretaria de Estado da Indústria, Comércio e Serviços (SIC). Durante a posse, Wilder falou que pretende aumentar os incentivos fiscais a empresas par atrair investimentos para Goiás.
No período em que foi secretário de Indústria, Comércio e Serviços, no Governo do Estado, fez com que 27 empresas decidissem se instalar em Goiás.
Criou o programa Goiás Empreendedor, destinado aos micro e pequenos empreendedores com juros baixos.
Viabilizou a internacionalização Aeroporto de Goiânia. Trabalho feito junto aos órgãos anuentes para transformar o aeroporto Santa Genoveva em aeroporto internacional.
Ajudou a liberar R$ 500 milhões para capital de giro do micro e pequeno empreendedor. Por intermédio da Secretaria de Indústria, Comércio e Serviços (SIC) e da Goiás Fomento, vai adotar uma série de medidas e de recomendações para ajudar os pequenos empreendedores, inicialmente injetando meio bilhão de reais para capital de giro emergencial.

## Prêmios e honrarias
Wilder recebeu diversos prêmios e honrarias ao longo de seu trabalho na política como senador da república e secretário de estado.

### Prêmio congresso em foco
Em outubro de 2017, na 10ª edição do "Prêmio Congresso em Foco", o senador Wilder Morais foi escolhido o melhor parlamentar da bancada de Goiás, segundo o voto popular. A premiação criada em 2006 para fortalecer a democracia, estimular a cidadania a avaliar o desempenho de deputados e senadores e valorizar aqueles que, no entendimento da sociedade, melhor a representam. O Congresso em Foco é um site jornalístico independente  e apartidário com notícias relacionadas ao Congresso Nacional do Brasil.

### Medalha do Mérito Legislativo Pedro Ludovico Teixeira
Em novembro de 2017, recebeu na Assembleia Legislativa de Goiás em sessão solene a Medalha do Mérito Legislativo Pedro Ludovico Teixeira. A honraria é a maior do Poder Legislativo goiano, concedida para pessoas que contribuíram ou ainda contribuem de maneira significativa para o desenvolvimento do Estado de Goiás.

### Prêmio congressista do ano
Em março de 2019, o clube formado por jornalistas goianos elegeu-o, pela segunda vez consecutiva, com o prêmio de “Congressista do ano”. Wilder é reconhecido por dois recordes: é o parlamentar que mais trouxe recursos para Goiás (R$ 6,5 bilhões) e o único legislador goiano a inserir um capítulo de normas em um estatuto legal de relevância (ele inovou o Código Civil), além de outras normas jurídicas.

### Prêmio + Influentes da Política
Em janeiro de 2023, o senador eleito venceu o 13° Prêmio: + Influentes da Política em Goiás promovido pela contato comunicação, na categoria de Senador. Wilder recebeu 40,9% dos votos e também foi lembrado na categoria de: “Político do comércio e da Indústria.” O tradicional prêmio destaca o trabalho de personalidades políticas do Estado contou com júri especializado. Jornalistas, publicitários, produtores culturais, advogados empresários e demais profissionais convidados pela organização votaram em quem, segundo eles, realizaram boas ações na política goiana.

### Prêmio Excelência Parlamentar
Em dezembro de 2023, Wilder Morais recebeu o Prêmio Excelência Parlamentar em 2023 pelo Ranking dos Políticos, com uma nota de 7,62 pontos, sendo o 1º melhor parlamentar do Goiás e a 29º na colocação geral. 

## Desempenho em Eleições
| Ano  | Eleição                 | Partido | Cargo                                                  | Votos              | %                 | Resultado  | Ref    |
| ---- | ----------------------- | ------- | ------------------------------------------------------ | ------------------ | ----------------- | ---------- | ------ |
| 2010 | Estadual em Goiás       | DEM     | Senador (1º Suplente) Titular: Demóstenes Torres (DEM) | 2.158.812          | 44,09% (1º Lugar) | Eleito     | [ 6 ]  |
| 2018 | Estadual em Goiás       | DEM     | Senador                                                | 796.387            | 14,43% (3º Lugar) | Não Eleito | [ 13 ] |
| 2020 | Municipal de Goiânia/GO | PSC     | Vice-Prefeito Titular: Vanderlan Cardoso (PSD)         | 148.739 (1º Turno) | 24,67% (2º Lugar) | Não Eleito | [ 33 ] |
| 2020 | Municipal de Goiânia/GO | PSC     | Vice-Prefeito Titular: Vanderlan Cardoso (PSD)         | 250.036 (2º Turno) | 47,40% (2º Lugar) |            | [ 33 ] |
| 2022 | Estadual em Goiás       | PL      | Senador                                                | 799.022            | 25,25% (1º Lugar) | Eleito     | [ 14 ] |